# .hack//Liminality
.hack//Liminality est une série de 4 OAV qui ont été diffusées à travers les différents jeux de la série .hack, à raison d'un épisode par jeu.
À l'opposé des autres saisons (notamment //sign et //dusk) qui se déroulaient à l'intérieur du jeu virtuel « the world », l'histoire se déroule cette fois-ci en dehors du net, on dit aussi IRL.

## Liste des jeux et titre d'OAV correspondant
1. .hack//Infection : In the case of Mai Minase
2. .hack//Mutation : In the case of Yuki Aihara
3. .hack//Outbreak : In the case of Kyoko Tohno
4. .hack//Quarantine : Trismegistus

## Anime

### Fiche technique
- Année : 2002 - 2003
- Réalisation : Kazunori Itō (en), Koichi Mashimo
- Character design : Toshiya Washida
- Directeur de l'animation : Koichi Mashimo
- Musique : Yuki Kajiura
- Animation : Bee Train
- Licencié en France par : Beez Entertainment
- Nombre d'épisodes : 4

### Distribution
- Saeko Chiba : Yuki Aihara
- Toshihiko Seki : Ichiro Sato
- Sanae Kobayashi : Minase Mai
- Takahiro Sakurai : Tomonari Kasumi